# 月桂院 (岐阜県揖斐川町)
月桂院（げっけいいん）は山号を清光山と称する岐阜県揖斐川町にある曹洞宗の寺院。西美濃三十三霊場4番札所で、稲葉良通(稲葉一鉄)の菩提寺として知られる。

## 沿革
天正9年(1581年)に稲葉良通の妻が死去した際、その菩提寺として稲葉良通開基、湖南宗岳開祖の臨済宗寺院として開かれた。寺の名は法名の弘徳院殿月桂周芳大姉に因み月桂庵と名付けられる。
稲葉良通が死去すると月桂院に葬られ、月桂院は江戸時代初めまで清水藩として近隣一帯を収めた稲葉氏により保護された。
慶長12年(1607年)に清水藩が廃藩となると、稲葉氏の後ろ盾を失い寺勢が衰えた。
延宝7年(1679年)彦根藩主井伊直興が中興開基として曹洞宗に改めて寺を再興した。

## 文化財
寺には稲葉一鉄とその妻の墓、神保・稲葉夫人の墓などがあり、稲葉一鉄の墓は岐阜県の重要文化財に指定されている。
また、銘に元応2年(1320年)のある梵鐘を所蔵し、こちらも岐阜県の重要文化財に指定されている。
寺で所蔵されている聖観音菩薩像は西美濃三十三霊場の本尊である。